# Widerstand von Urfa

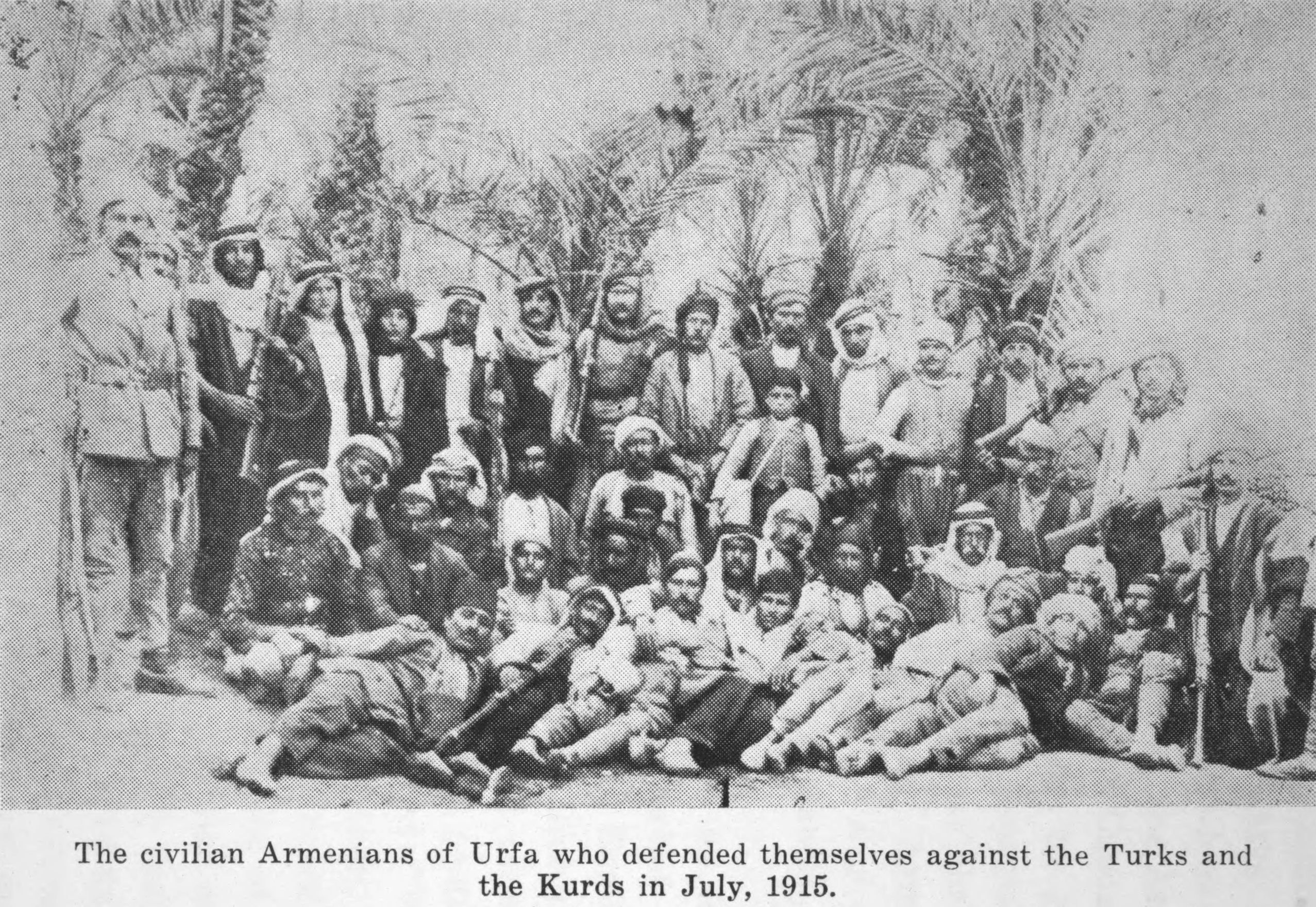
Armenische Fedajin in Urfa im Juli

Der Widerstand von Urfa (armenisch Ուրֆայի հերոսամարտի) oder Urfa-Rebellion (türkisch Urfa İsyanı) gegen den Völkermord an den Armeniern fand vom 20. September bis zum 20. Oktober 1915 in Urfa statt. Der Widerstand unter Mgrdich Yotneghparian wurde nach dem Einschreiten Deutschlands zugunsten des osmanischen Verbündeten niedergeschlagen.
In Urfa begannen die Massaker in der Mitte des Augustmonats. Vom 15. bis 19. August wurden 400 Menschen von den osmanischen Regierungstruppen getötet; ferner wurden armenische Zivilisten in Urfa erst deportiert und dann getötet.
Am 27. Mai 1915 wurden mehrere hundert Armenier in Urfa auf Anweisung der osmanischen Behörden gefangen genommen. Die Gemeinschaft hielt ein Treffen ab, um sich auf eine Lösung des Problems zu einigen. Mgrdich Yotneghparian und seine Partisanen zogen den Kampf bis zum Tode vor, anstatt den Osmanen nachzugeben. Das Adana-Massaker von 1909 hatte Yotneghparian zunehmend zurückhaltend gegenüber der neuen Jungtürkenregierung gemacht und ließ seinen Glauben an die neue Osmanische Verfassung schwinden.
Geführt von Mgerdich dauerte der Widerstand der armenischen Kämpfer in den stark befestigten Häusern sechzehn Tage und wurde schließlich nur durch die Hilfe eines Verstärkungskontingents aus sechstausend Mann starken türkischen Truppen gebrochen, die zusätzlich mit schwerer Artillerie ausgestattet waren.